# Olympische Winterspiele 1998/Teilnehmer (Bosnien und Herzegowina)
| Gelbes Symbol für Goldmedaillen mit stilisierten Olympischen Ringen | Graues Symbol für Silbermedaillen mit stilisierten Olympischen Ringen | Braundes Symbol für Bronzemedaillen mit stilisierten Olympischen Ringen |
| ------------------------------------------------------------------- | --------------------------------------------------------------------- | ----------------------------------------------------------------------- |
| —                                                                   | —                                                                     | —                                                                       |

Bosnien und Herzegowina nahm an den Olympischen Winterspielen 1998 im japanischen Nagano mit einer Delegation von acht Athleten in drei Disziplinen teil, davon sieben Männer und eine Frau. Ein Medaillengewinn gelang keinem der Athleten.
Fahnenträger bei der Eröffnungsfeier war der Bobfahrer Mario Franjić.

## Teilnehmer nach Sportarten

### Bob
Männer, Zweier
- Zoran Sokolović, Ognjen Sokolović (BIH-1)
31. Platz (3:46,61 min)

Männer, Vierer
- Zoran Sokolović, Nihad Mameledžija, Edin Krupalija, Mario Franjić (BIH-1)
25. Platz (2:45,67 min)

### Rennrodeln
Männer, Einsitzer
- Ismar Biogradlić
23. Platz (3:25,169 min)

### Ski Alpin
Männer
- Enis Bećirbegović
Abfahrt: 21. Platz (1:53,47 min)
Super-G: 22. Platz (1:37,58 min)
Riesenslalom: Rennen nicht beendet

Frauen
- Arijana Boras
Super-G: 39. Platz (1:24,48 min)
Riesenslalom: disqualifiziert